# Autoroute A51 (Italie)

Situation de l'agglomération de Milan

Tracé de la tangenziale Est de Milan A51

Pour les articles homonymes, voir A51.
L'autoroute 51 ou A51 correspond au périphérique Est de Milan (ou Tangenziale Est di Milan). Cette autoroute italienne fut construite en 1973 pour son premier tronçon et est actuellement longue de 30,7 km. Avec l'A50 (tangenziale Ovest di Milano) et l'A52 (tangenziale Nord di Milano) elle compose le système périphérique de la ville long de 74 km où transitent chaque jour plus de 70 000 véhicules.

## Parcours
| A51 PÉRIPHÉRIQUE EST DE MILAN |      | |      |      |          |
| n°                            | Type | Indications | ↓km↓ | ↑km↑ | Province |
|                               |      | Bologna Périphérique Ouest | 0,0  | 30,7 | MI       |
|                               |      | Via Emilia Via Rogoredo | 0,5  | 28,8 | MI       |
|                               |      | Paullo - Paullese (it) MM3 San Donato | 1,0  | 28,3 | MI       |
|                               |      | Via Mecenate Peschiera Borromeo | 2,5  | 26,8 | MI       |
|                               |      | C.A.M.M. | 3,0  | 26,3 | MI       |
|                               |      | Milan Viale Forlanini Aéroport de Milan-Linate SP 14 Rivoltana                                                                            | 4,0  | 25,3 | MI       |
|                               |      | Via Rubattino Segrate | 6,0  | 23,3 | MI       |
|                               |      | Lambrate | 7,0  | 22,3 | MI       |
|                               |      | Aire de services Cascina Gobba Passaggio tra i due sensi di marcia mediante sottopasso                                                    | 9,7  | 19,6 | MI       |
|                               |      | Cascina Gobba - Via Padova ex Padana Superiore (it) - Vimodrone V.le Palmanova MM2 Gobba Institut scientifique universitaire San Raffaele | 10,5 | 18,8 | MI       |
|                               |      | Périphérique Nord (1) | 11,5 | 17,8 | MI       |
|                               |      | Cologno Sud Connexion avec l'A52 sur la direction sud                                                                                     | 12,0 | 17,3 | MI       |
|                               |      | Cologno Nord MM2 Cologno Nord Brugherio                                                                                                   | 14,0 | 15,3 | MI       |
|                               |      | Aire de services Cologno Est | 15,7 | --   | MI       |
|                               |      | SP 113 Cernusco S.N. Brugherio sud | 16,0 | 13,3 | MI       |
|                               |      | Carugate Brugherio nord | 18,0 | 11,3 | MI       |
|                               |      | Aire de services Carugate | 19,0 | 10,3 | MB       |
|                               |      | Barriera Vimercate péage 1,40€ | 19,5 | 9,8  | MB       |
|                               |      | Torino - Venezia (2) | 20,5 | 8,8  | MB       |
|                               |      | Agrate Brianza Connexion avec l'A4 en direction du sud Monza                                                                              | 21,0 | 8,3  | MB       |
|                               |      | Concorezzo Agrate nord | 22,0 | 7,3  | MB       |
|                               |      | SP 41 C.na Morosina - Burago | 24,0 | 5,3  | MB       |
|                               |      | Vimercate Sud Villasanta | 25,0 | 4,3  | MB       |
|                               |      | Vimercate Centro | 26,0 | 3,3  | MB       |
|                               |      | Vimercate Nord | 28,0 | 1,3  | MB       |
|                               |      | Aire de services Velasca ouest | --   | 0,8  | MB       |
|                               |      | Carnate | 29,0 | 0,3  | MB       |
|                               |      | Usmate Velate Sud | 29,2 | 0,1  | MB       |
|                               |      | "Briantea" (it) | 30,7 | 0,0  | MB       |